# Moio de’ Calvi
Moio de’ Calvi – miejscowość i gmina we Włoszech, w regionie Lombardia, w prowincji Bergamo.
Według danych na styczeń 2009 gminę zamieszkiwało 205 osób przy gęstości zaludnienia 33,2 os./1 km².